# ديبورتيفو باراغواي
نادي أتليتيكو ديبورتيفو باراغواي (Club Atlético Deportivo Paraguayo) هو نادي كرة قدم أرجنتيني، تأسس في عام 1961 من قبل الجالية الباراغوايانية التي تعيش في بوينس آيرس. يلعب الفريق حاليًا في الدرجة الرابعة من الدوري الأرجنتيني.